# Araniella cucurbitina
Araniella cucurbitina este specie de păianjen din familia Araneidae. Specia a fost descrisă științific pentru prima dată de entomologul și arahnologul suedez Carl Alexander Clerck în 1757, atribuindu-i numele Araneus cucurbitinus. Poziția taxonomică a speciei a fost revizuită în 1942 de Chamberlin și Ivie, care i-au atribuit actualul nume.
Araniella cucurbitina este o specie aproape identică cu A. opisthographa, deosebirile pot fi determinate printr-o analiză microscopică. 

## Etimologie
Numele speciei provine de cuvintele latine: araneus - „păianjen”, sufixul -ella - cu o valoare diminutivă și cucurbita („dovleac”) care, probabil, derivă de la cucumis - „castravete”.

## Morfologie
Femelele prezintă dimensiuni mai mari comparativ cu masculii. Lungimea corpului la femele variază între 4,5–9,5 milimetri, în timp ce masculii măsoară 3,5–4,5 milimetri. Colorația corpului diferă pe parcursul creșterii, însă indivizii adulți, culoarea verde este de bază. Prosoma poate fi varieze de la gălbui deschis până la roșu-brun, dar opistosoma este obligatoriu verde, de diferite nuanțe, cu patru perechi de pete laterale negre. Picioarele sunt de culoare verde-gălbuie sau galben-roșu-maro. Partea ventrală a opistosomei există mai multe regiuni de culoare roșietică. 

## Reproducere
Ponta cu ouă, învelită în mătase, este atașată de partea inferioară a frunzelor. Juvenilii eclozați sunt de culoare roșie, care se modifică în maro, înainte de toamnă.

## Ecologie

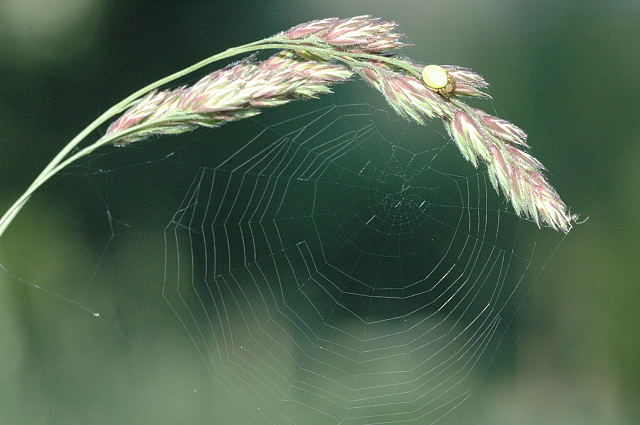
Pănză țesută de Araniella cucurbitina

Araniella cucurbitina se întâlnește printre firele de iarbă sau ramuri ale plantelor în poiene, tufișuri, păduri. De asemenea, poate fi găsită și în localitățile umane: în parcuri, grădini, garduri verzi.
Adulții masculi sunt observați în lunile mai - iunie, dar femelele sunt active până în septembrie. Acest păianjen nu construiesc din pânză o ascunzătoare, deoarece pigmenții verzi în cuticulă îi oferă o bună camuflare pe fundalului frunzelor. Pânza rotundă, țesută între ramuri și frunze, are un diametrul mediu de 10 cm și este alcătuită din 15-30 de fire radiare. Păianjenul atârnă, de obicei, în centrul pânzei, în timp ce așteaptă prada. 

## Răspândire
Araniella cucurbitina este o specie comună pentru regnul biogeografic Palearctic. Poate fi găsită în nord-vestul și centrul Europei, în Turcia, Asia Centrală, China, până pe peninsula Coreeană. Araniella cucurbitina a fost introdusă în America de Nord.